# حمامنی

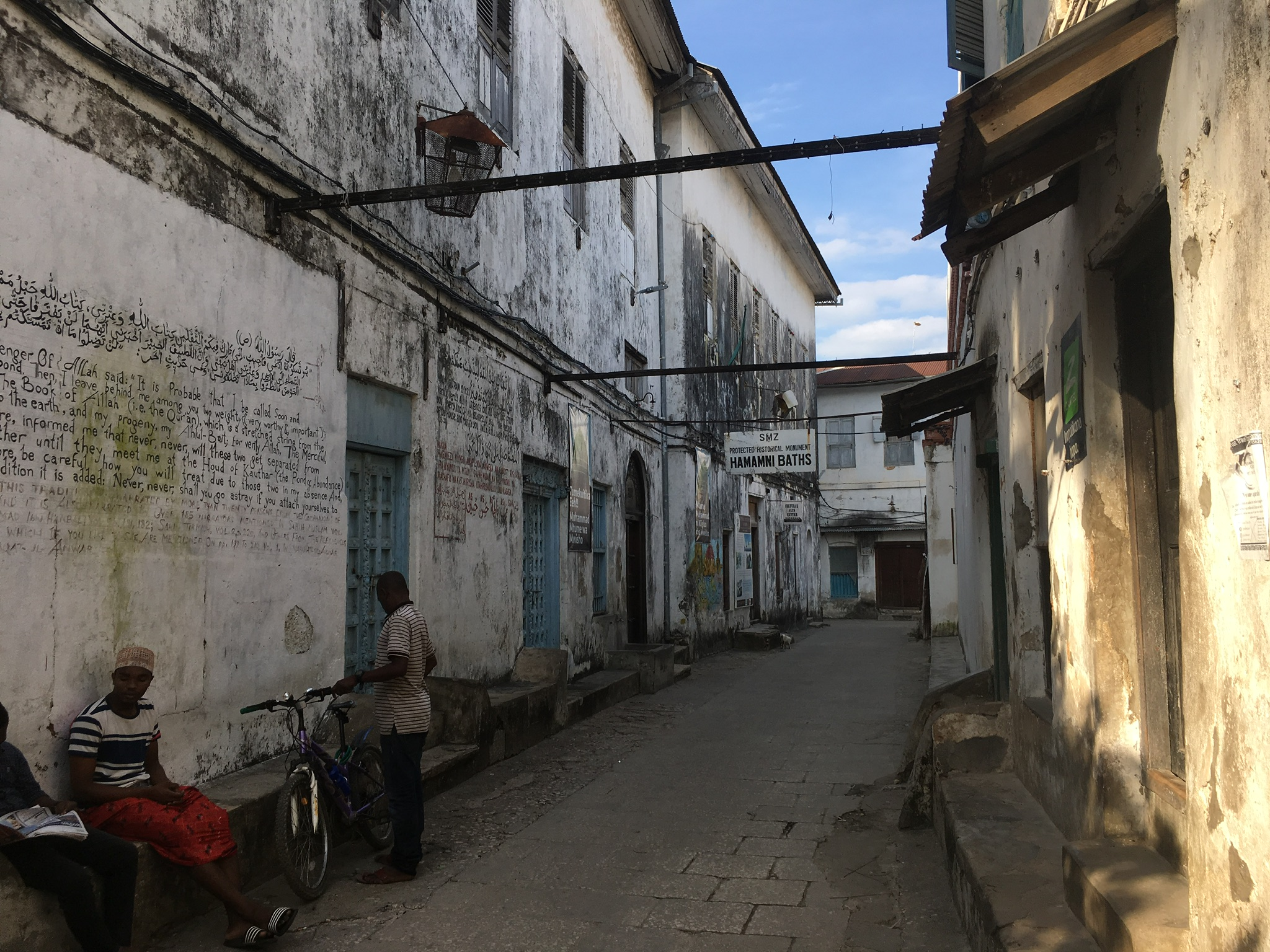
نمای خیابان محل حمام‌های ایرانی همامنی، ژوئن ۲۰۱۹

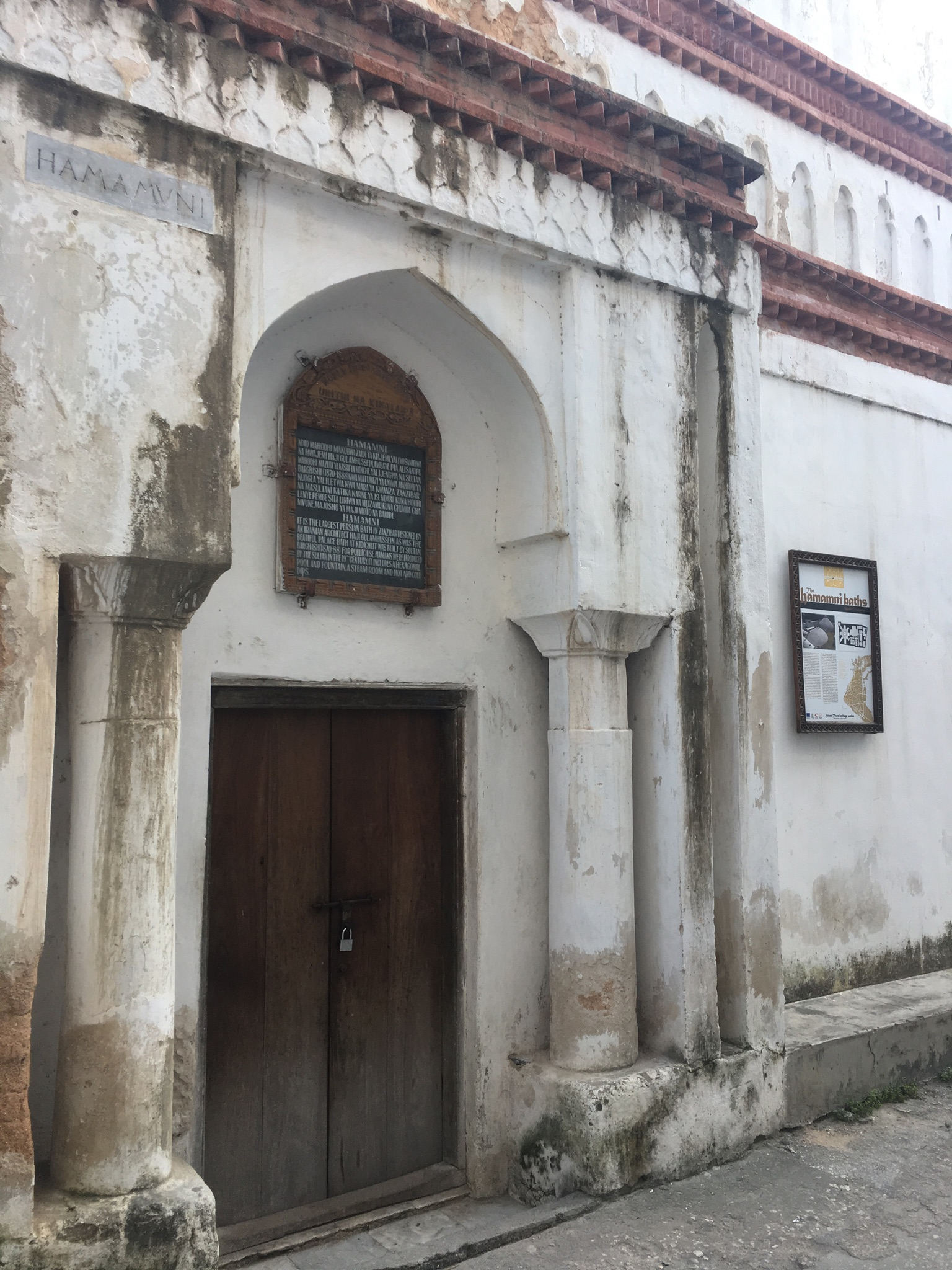
ورودی

حمامنی در زبان سواحیلی به معنای محل حمام است و به حمام‌هایی گفته می‌شود که به شکل و شیوه گرمابه‌های ایرانی در شهر زنگبار کشور تانزانیا ساخته شده‌اند. به دستور برغش بن سعید بن سلطان در سال ۱۸۸۸ گروه ویژه‌ای از معماران ایرانی از شیراز به زنگبار آمدند و این حمام‌ها را برای استفاده همگانی ساختند. امروزه محله‌ای که گرمابه‌های ایرانی در آن قرار دارند به این نام نامیده می‌شوند. گرمابه‌های ایرانی زنگبار از جاذبه‌های گردشگری این شهرند.